# Íñigo Sáenz de Miera Cárdenas
Íñigo Sáenz de Miera Cárdenas (Madrid, 1971) es sociólogo por la Universidad Complutense de Madrid y diplomado en Ciencias Sociales por la Universidad de Kent, en el Reino Unido, donde también cursó un Máster en Sociología Política. Tiene además un Diploma en Ciencias Ambientales por la Universidad de Harvard, y el Stanford Executive Program (SEP) de la Graduate School of Business de la Universidad de Stanford.
Actualmente es el Director General de la Fundación Botín, primera fundación privada de España por volumen de inversión y por el impacto social de sus programas. Durante su carrera profesional ha ocupado diversos cargos directivos, varios de ellos relacionados con la gestión y promoción de la educación en España e Iberoamérica.

## Biografía
Íñigo Sáenz de Miera Cárdenas nació en Madrid el 26 de octubre de 1971. Se licenció en Sociología en la Universidad Complutense de Madrid y se diplomó en Ciencias Sociales en la Universidad de Kent, en el Reino Unido. En esta misma universidad  cursó un Máster en Sociología Política.
Posee también un Diploma en Ciencias Ambientales por la Universidad de Harvard, y el Stanford Executive Program (SEP) de la Graduate School of Business de la Universidad de Stanford.
En el ámbito académico, Íñigo Sáenz de Miera ha sido profesor en la Universidad Francisco de Vitoria de Madrid (UFV), y de postgrado en la Universidad CEU San Pablo. Se ha centrado en cuestiones de gestión universitaria así como en el estudio del nacionalismo y de los nuevos movimientos sociales. Sobre estos temas ha publicado diversos artículos, normalmente en el periódico ABC. 
El comienzo de su carrera profesional se desarrolla en 1989 en la Fundación Iuve Archivado el 27 de octubre de 2011 en Wayback Machine., en la que desempeña diversos cargos, entre ellos el de presidente entre 1997 y 2000. En Iuve, Íñigo Sáenz de Miera puso en marcha, en colaboración con entidades públicas y privadas, proyectos que en su día fueron pioneros en ámbitos como la formación de líderes o el voluntariado y la cooperación al desarrollo.
Desde el año 2000 hasta el 2009 desempeña diversas funciones en la Universidad Francisco de Vitoria, donde termina siendo director general a cargo de diversas áreas de los ámbitos comercial, académico y de desarrollo. 
En el año 2001 funda el Programa de Becas LIDER de la Fundación Carolina y el Banco Santander, proyecto que dirige durante seis años junto al Presidente Andrés Pastrana. Las Becas Líder siguen funcionando como uno de los programas de visitantes más importantes de Latinoamérica.
En 2006 pasa a ocupar la Dirección del Grupo Integer España, una institución educativa con más de 15 centros privados y concertados en todo el país y más de 1500 empleados.
En el año 2009 Íñigo Sáenz de Miera es nombrado director de la Fundación Botín, con el fin de impulsar el desarrollo y potenciar la imagen de la Fundación.
Dentro de la Fundación Botín, Íñigo Sáenz de Miera se encarga de dirigir los proyectos de la organización, orientados a fortalecer la educación, la transferencia tecnológica, el desarrollo rural y la promoción de la cultura en España.
Además, Íñigo Sáenz de Miera es hoy día miembro del Consejo Social de la Universidad de Cantabria y de la Junta Directiva de la Asociación Española de Fundaciones, donde ocupa el cargo de Tesorero. La Asociación española de fundaciones es un  organismo que agrupa a fundaciones de diversas dimensiones, finalidades y ámbitos de actuación. Es exvicepresidente de la misma.

## Carrera profesional
1997-2000 Fundación Iuve (Director) 

2001-2007 Banco Santander (Fundador y Director del Programa de Becas LIDER)

2006-2008 Grupo Integer (Director)

2008-2009 Universidad Francisco de Vitoria (director general)

2009- presente Fundación Botín (director general)

2009- presente Asociación Española de Fundaciones (Tesorero)

2011-presente "Universidad de Cantabria" (Miembro del Consejo Social)